# 翼面負載
翼载（Wing loading）是飞机重量与机翼参考面积的比值。其中飞机的重量多选择正常起飞重量。而机翼的面积则选择包含部分机身的机翼参考面积。翼载是决定飞机机动性能、爬升性能和起降性能的关键参数。也是设计一架固定翼飞机时，最开始需要确定的参数之一。一般来说较小的翼载有利于提高机动性，而较大的翼载则有利于高速飞行和降低阻力。

## 技术概说

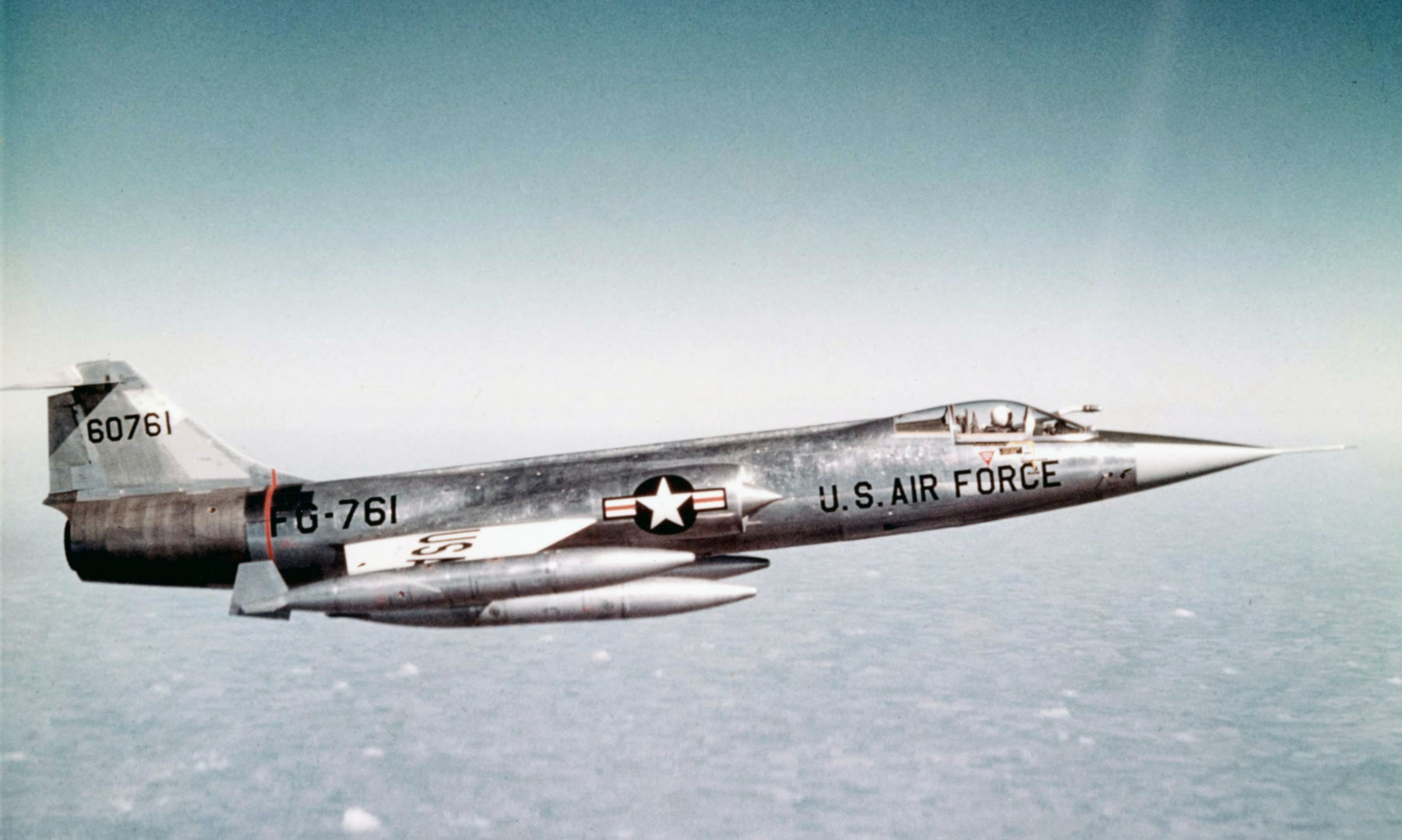
F-104战斗机，为了追求高速而采取大翼载的例子

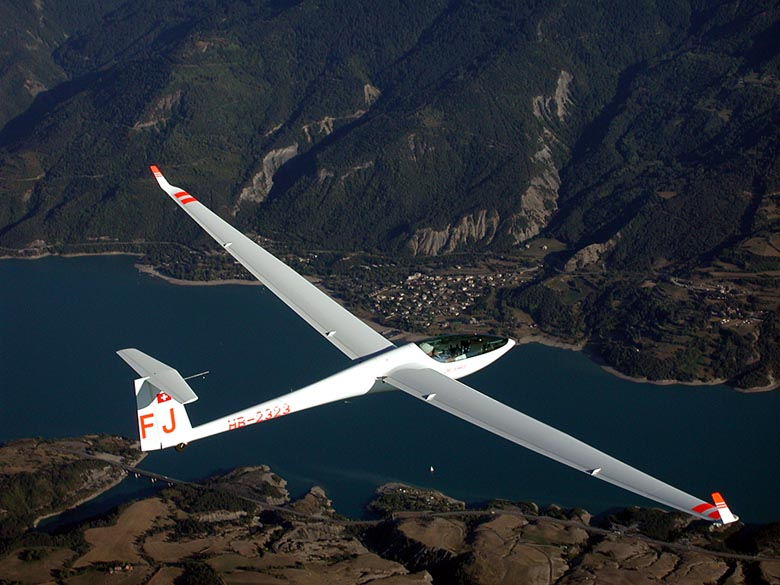
DG800滑翔机，为了追求滑翔性能而采取小翼载的例子

从升力公式：
{\displaystyle mg={\frac {1}{2}}\rho SC_{L}V^{2}} ----（1）
可以推导出翼载的公式：
{\displaystyle {\frac {m}{S}}={\frac {\rho C_{L}V^{2}}{2g}}} ---- （2）
并可以推导出飞机速度的公式：
{\displaystyle V={\sqrt[{}]{\frac {2mg}{\rho SC_{L}}}}} ---- （3）
其中：{\displaystyle {\begin{smallmatrix}C_{L}\end{smallmatrix}}}为升力系数，{\displaystyle S}为机翼面积，{\displaystyle m}为飞机的重量，{\displaystyle \rho }为空气密度，{\displaystyle V}为飞行速度，而{\displaystyle g}为重力加速度。

### 对于飞行速度的影响
从式（3）可以看出，当大气环境和飞机的升力系数一定时，飞行速度和翼载的大小是正相关的。因此较大翼载的飞机更适合高速的飞行。另一个不容易注意到的关系是，高翼载意味着更低的机翼面积。因为机翼导致的诱导阻力更低了，这样就可以用较小推力的发动机实现高速飞行。
但飞机起飞和降落的时候不希望过快的飞行速度，因此低翼载更有利于获得较低的起降速度。对于那些需要依靠高翼载来获得高速飞行能力的飞行器来说，各种增升装置是他们降低起降速度的主要选择。襟翼、前缘缝翼等翼面上的增升装置可以增大机翼面积来改变翼载，或者增加升力系数，使高翼载飞机在起降时具有更有利的气动性能。变后掠翼也是一个解决方法，因为它除了改变后掠角以外也改变了机翼面积，使飞机在低速飞行时有更低的翼载。这对于F-14这样的舰载战斗机尤其有用。但这样的方式也不是可以无限制使用的，毕竟增加各种增升装置意味着起飞重量的上升，也就意味着翼载的上升。若在设计时把握不好，容易陷入恶性循环。
对于滑翔机，由于没有动力，若想获得较快的飞行速度唯有增加重量来提高翼载。而高翼载的滑翔机在遇到上升气流时爬升率又不好。故此很多滑翔机里都装有压载水舱或压载沙包。在巡航时可以通过压载物来获得高速。若需要吃上升气流爬升或者降落时则可以抛掉一些压载物来降低翼载，从而获得较好的爬升率或较低的降落速度。

### 对于机动性的影响
根据牛顿第二定律，可以知道飞机的法向加速度{\displaystyle \alpha }与翼载{\displaystyle {\frac {m}{S}}}之间的关系为：
{\displaystyle \alpha ={\frac {\rho C_{L}V^{2}}{2{\frac {m}{S}}}}-g}
毫无疑问，在起飞重量相同的情况下，低翼载的飞机比高翼载的飞机在爬升速度上更有优势。因为低翼载的飞机在爬升时需要提供的升力更少。 而升力相同的时候，低翼载的飞机也更容易获得较大的法向加速度。因此，低翼载飞机的转弯半径也更小。
但如前节所述，低翼载不利于高速飞行。那些机动性优秀的低翼载飞行器，可以通过操纵飞机降低迎角从而降低升力系数的方式来获得较高的飞行速度。但因为低翼载而增加的诱导阻力可不会因此而降低（甚至可能因此增加！）。对此唯一的解决之道只有粗暴的增加发动机推力来克服阻力了。如果飞行器的翼载因为一些原因需要设计得很高，也可以通过增大可用升力系数的方式来获得较强的机动性。

### 对安全性的影响
从公式（2）中很容易看出更低的翼载意味着更低的失速速度，显然飞行安全性有好处。但相应的，低翼载也意味着飞行器的抗风性差。对于滑翔机，低翼载意味着飞机不容易穿透恶劣的气流。这点对飞行安全很不利。低翼载的飞行器也很容易受到阵风的扰动，同样因为他只需要较小的力量就可以获得很大的法向加速度。对于轰炸机来说，较高的翼载意味着在投弹的时候不容易被气流干扰而影响投弹精度，同时也可以更经济的获得突破防御的速度。客机同样要仰赖高翼载带来飞行时的舒适性和穿越恶劣气流时的安全性--虽然降落时就得依靠布满机翼的复杂增升装置来降低速度了。

### 对后期改造的影响

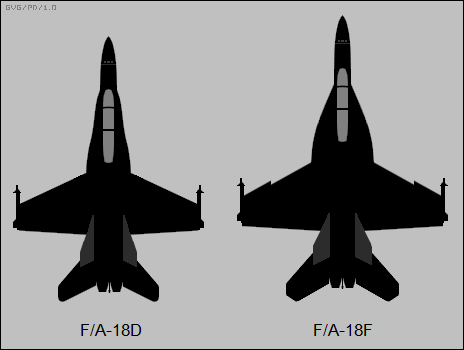
F-18F比F-18D负载能力大了很多。但为了保持相似的翼载，只能将机身放大30%，几乎相当于重新设计。

翼载是飞机设计之初就要确定的参数之一，与之相关的机翼面积也会在完成设计后确定下来。但在飞机的使用过程中，难免会有各种改型来增加飞机的负载、增加各种电子设备等。这样会增加飞机的重量，进而增加翼载。翼载增加到一定程度后，飞行性能都会大受影响。此时唯一的选择就是重新设计机翼，但这也会连带到重新设计尾翼配平和机身，工作量和消耗的成本有时不亚于重新设计一架飞机。故此在一些时候，为改型留出一些翼载的余量也是有必要的。

## 单位
翼载的单位使用很混乱。大多数情况下使用kg/m2或lb/ft2（美国）。但也有使用N/m2的。对于航空模型一类的微小航空器，多使用g/dm2。

## 典型翼载范围
| 飞行器名称       | BUZZ   | ASK 21 | 塞斯纳152 | A6M2       | DC-3 | F-102  | B-17   | B-36   | EF2000 | F-104  | A380 | 波音747 | MD-11 |
| ---------------- | ------ | ------ | --------- | ---------- | ---- | ------ | ------ | ------ | ------ | ------ | ---- | ------- | ----- |
| 翼载（kg/m^2）   | 3.9    | 33     | 51        | 107.89     | 123  | 172    | 190    | 272    | 312    | 514    | 663  | 740     | 844   |
| 飞行器类型       | 滑翔伞 | 滑翔机 | 轻型飞机  | 艦上戰鬥機 | 客机 | 战斗机 | 轰炸机 | 轰炸机 | 战斗机 | 战斗机 | 客机 | 客机    | 客机  |
| 飞行速度（km/h） | 50     | 280    | 198       | 533.4      | 333  | 1304   | 293    | 672    | 2124   | 2137   | 1020 | 918     | 945   |